# Jean Amrouche

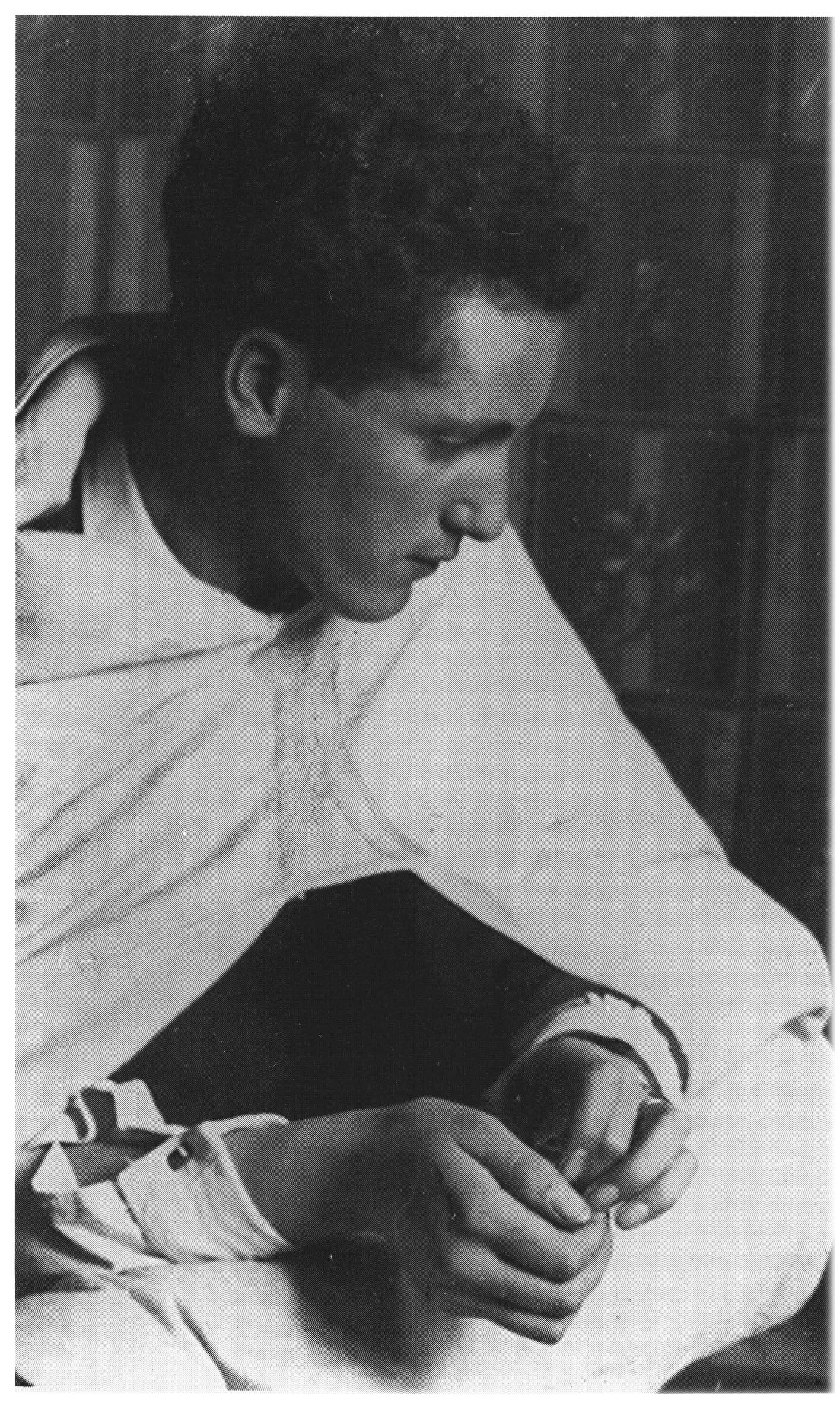
Jean Amrouche

Jean Amrouche (* 7. Februar 1906 in Ighil Ali, Provinz Bejaia, Algerien; † 16. April 1962 in Paris) war ein kabylischer Schriftsteller und Hörfunkjournalist französischer Sprache.

## Leben und Werk
Jean El Mouhoub Amrouche wuchs als kabylischer Christ in Algerien und Tunesien auf und absolvierte die École normale supérieure von Saint-Cloud. Ab 1934 veröffentlichte er Gedichte und ein Essay (L’Éternel Jugurtha, 1943), in denen seine kulturelle Zerrissenheit zwischen Afrika und Europa zum Ausdruck kommt (1983 wieder aufgelegt). 1944 gründete er die Literaturzeitschrift L’Arche (Algier-Paris 1944–1947). Berühmt wurde er in seiner Sendung Des idées et des hommes durch lange Radiogespräche mit André Gide (1949–1951), Paul Claudel (1950–1952), François Mauriac (1952–1953), Giuseppe Ungaretti (1953) und Jean Giono. Da er für die Unabhängigkeit Algeriens Partei ergriff, musste er seine Karriere als Hörfunkjournalist aufgeben. Er starb kurz vor der Beendigung des Algerienkriegs im Alter von 56 Jahren an Krebs. Im Rahmen der Diskussionen über Entkolonialisierung und Interkulturalität ist seine Person in neuester Zeit bevorzugter Gegenstand der Forschung.
Jean Amrouche war der ältere Bruder von Taos Amrouche.

## Werke

### Neuere Ausgaben
- (deutsch) Lieder von der verlorenen Heimat. Gedichte. Übertragen von Thomas Bleicher. Kinzelbach, Mainz 1990.
- Un Algérien s’adresse aux Français ou L’histoire d’Algérie par les textes (1943–1961). Hrsg. Tassadit Yacine. L’Harmattan, Paris 1994. (Vorwort von André Nouschi)
- Jean, Taos et Fadhma Amrouche. Relais de la voix, chaîne de l’écriture. Hrsg. Beïda Chikhi. L’Harmattan, Paris 1998.
- Jean Amrouche, l’éternel exilé. Choix de textes, 1939–1950. Hrsg. Tassadit Yacine. Paris 2002.
- Journal, 1928–1962. Hrsg. Tassadit Yacine Titouh. Paris 2009.
- Chants berbères de Kabylie. Hrsg. Tassadit Yacine. Points, Paris 2012. (Vorwort von Mouloud Mammeri)
- Sous le feu la cendre. Poèmes. Hrsg. Tassadit Yacine Titouh.  Non lieu, Paris 2012.

### Interviews
- Paul Claudel: Mémoires improvisés. Gallimard, Paris 1954, 1969.
  - (deutsch) Gespräche mit Paul Claudel. Deutsch von Edwin Maria Landau. Kerle, Heidelberg 1958.
- Giuseppe Ungaretti: Propos improvisés. Bearbeiter Philippe Jaccottet. Gallimard, Paris 1972.
- François Mauriac: Souvenirs retrouvés. Entretiens avec Jean Amrouche. Fayard, Paris 1981.
- Jean Giono: Entretiens avec Jean Amrouche et Taos Amrouche. Hrsg. Henri Godard. Gallimard, Paris 1990.

### Korrespondenz
- D’une amitié. Correspondance Jean Amrouche-Jules Roy, 1937–1962. Édisud, Aix-en-Provence 1985.
- Correspondance, 1928–1950. André Gide, Jean Amrouche. Hrsg. Pierre Masson und Guy Dugas. Presses universitaires de Lyon, Lyon 2010.

### Sekundärliteratur (chronologisch)
- Hedi Bouraoui und Denise Brahimi: MAGHREB. Littérature d’expression française. In: Jean-Pierre de Beaumarchais, Daniel Couty und Alain Rey (Hrsg.): Dictionnaire des littératures de langue française. G–O. Bordas, Paris 1984, S. 1349–1355, hier: 1353.
- Alain Rey: AMROUCHE Jean. In: Jean-Pierre de Beaumarchais, Daniel Couty und Alain Rey (Hrsg.): Dictionnaire des littératures de langue française. A–F. Bordas, Paris 1984, S. 36.
- Armand Guibert: Jean Amrouche 1906–1962. Par un témoin de sa vie. Lachurié, Paris 1986.
- Jean Amrouche, l’éternel Jugurtha. Rencontres méditerranéennes de Provence, 17-19 octobre 1985. Actes du colloque. Éditions. du Quai-J. Laffitte, Marseille 1987.
- Réjane Le Baut: Jean El-Mouhoub Amrouche. Algérien universel. Paris 2003, 2006.
- Tassadit Yacine (Hrsg.): Jean Amrouche et le pluralisme culturel. Actes du colloque de Paris, 31 janvier-1er février 2003. Maison des sciences de l’homme, Paris 2004.
- Réjane Le Baut: Jean El-Mouhoub Amrouche (1906–1962). Blida 2005.
- Aziza Yakoubi Lounis: Jean El-Mouhoub Amrouche. Pour une théorie de la décolonisation. Études sur l’image de soi. P. Lang, Frankfurt am Main 2014.